# Arri 16BL
Arri 16BL även kallad Arriflex 16BL var Arris första tysta 16mm filmkamera och lanserades 1965. Den ersattes av Arriflex 16SR 1975.

## Kameran
Kameran liknar den tidigare modellen Arriflex 16M. Den stora skillnaden är dock att kameran är ljudisolerad och låter ca 31 dB när kameran är igång, ca 1 meter ifrån från kameran.
16BL-kameran introducerade även Arri Bayonet-objektivfattningen, som också användes i senare kameror. Detta fäste använde en blimp runtomkring det riktiga objektivet för att minska ljudet som kom ifrån kameran.
Arriflex 16BL kan hålla antingen 1200 fot eller 400 ft i externa magasin, som kan fästas på toppen. Kameran drivs av en 12V kristallstyrningsmotor, som kan styras på höger sida. Den kan spela in mellan 8 och 48 fps.

## Namnet
Under utvecklingen kallades denna kameramodell Arriflex 16Q, vilket stod för "quiet" eller "tyst". Namnet ändrades till Arriflex 16BL, för "blimped".